# Un mestiere difficile (romanzo)
Un mestiere difficile (titolo originale Nothing Burns in Hell) è un romanzo dello scrittore statunitense Philip José Farmer del 1998, di genere giallo/poliziesco. In Italia è stato pubblicato nel 2000, nella collana Il Giallo Mondadori, con il numero 2688. 

## Trama
A Peornia, l'investigatore privato Tom Corbie vive con sua moglie, dei vicini troppo rumorosi e ha diversi debiti da pagare. 
 Quando una sua collaboratrice gli chiede aiuto in un caso di ricatto, Tom si mette subito al lavoro per racimolare qualche soldo. Sarà l'inizio di una pericolosa avventura che lo porterà più volte a mettere a rischio la sua vita e... il suo matrimonio.

## Personaggi
- Tom Corbie : investigatore privato
- Glinna Corbie : sua moglie
- Deak e Almond Mobard : topi di fiume
- Simon Alliger: miliardario
- Roger e Rosemary Alliger: i suoi figli
- Diana: moglie di Roger
- Alexandra Alliger: madre moglie degli Alliger
- Faith Alliger: madriarca
- Mimi Rootwell: collaboratrice di Corbie
- Sheridan Mutts: vicino di casa dei Corbie
- Lorna Mordoy : investigatrice

## Edizioni
- Philip José Farmer, Un mestiere difficile, traduzione di Alessandro Golinelli, Il Giallo Mondadori n. 2688, Arnoldo Mondadori Editore, 2000,  p. 233.